# Zalew Paczkowski
Zalew Paczkowski (Jezioro Paczkowskie) – układ dwóch zbiorników retencyjnych powstały w wyniku zalania spiętrzonymi wodami Nysy Kłodzkiej głównie stawów będących wyrobiskami żwirowni, złożony z dwóch zbiorników, Kozielno i Topola, zlokalizowany jest na granicy województwa dolnośląskiego i województwa opolskiego. 
Podstawową funkcją zbiorników jest ochrona przeciwpowodziowa. Żwirownia w dalszym ciągu funkcjonuje wydobywając żwir z obszaru jeziora. Spiętrzanie wody w zbiorniku wykorzystywane jest także do celów energetycznych, u wylotu każdego z nich znajduje się elektrownia wodna. Pojemność całkowita zbiornika wynosi 42,9 mln m³.